# Betula dahurica
Betula dahurica — вид квіткових рослин з родини березових (Betulaceae). Росте на сході Азії.

## Біоморфологічна характеристика

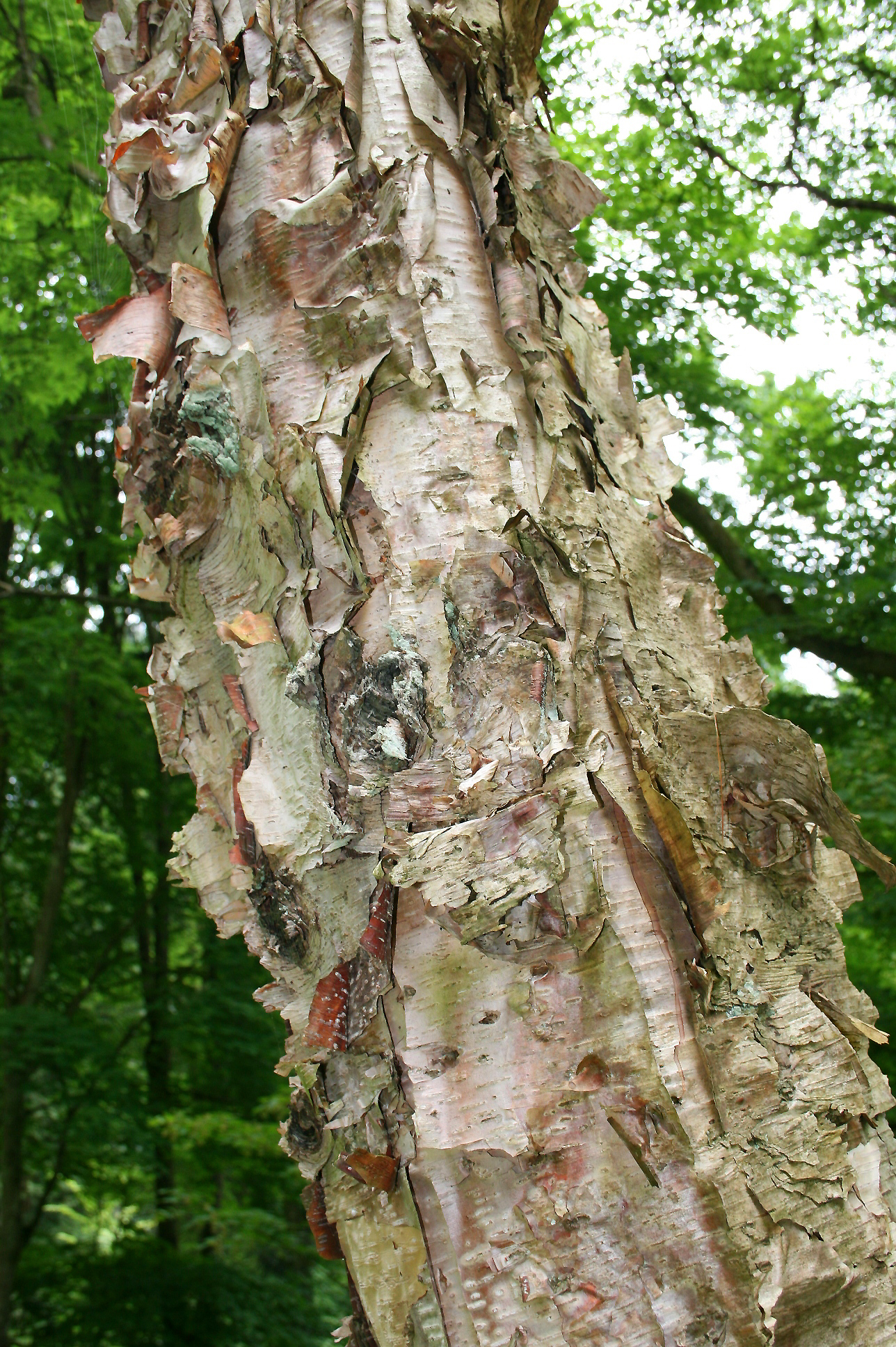

Це дерево до 20 м заввишки. Кора чорно-бура, тріщинувата. Гілки червоно-бурі чи темно-коричневі, блискучі, голі. Гілочки червоно-бурі, ворсинчасті, з щільними смолистими залозками. Листкова ніжка 5–15 мм. Листова яйцювата, широко-яйцювата, ромбічно-яйцювата чи еліптична, 4–8 × 3.5–5 см; абаксіально (низ) щільно смолиста, залозиста вздовж жилок, адаксіально гола, край нерівний і гострий, подвійно зазубрений, верхівка гостра чи загострена. Жіночі суцвіття прямовисні чи повислі, видовжено-циліндричні, 2–2.5 × ≈ 1 см. Горішок широко-еліптичний, голий, з перетинчастими крилами, ≈ 1/2 ширини горішка. 2n = 56.

## Поширення й екологія
Поширення: Китай (Ляонін, Цзілінь, Хейлунцзян, Хебей, Шаньсі, Шеньсі, Ней Монгол); Японія (Хонсю, Хоккайдо); Північна й Південна Корея; Республіка Корея; Монголія; Росія (Курили, Примор'я, Чита, Амур, Хабаровськ). Зростає на висотах від 400 до 1300 метрів. Зустрічається в змішаних або хвойних лісах, на сухих або вологих ґрунтах і відкритих кам'янистих місцях. У деяких ситуаціях він може бути панівним чи співпанівним видом у лісі.

## Використання
Деревина тверда і щільна, використовується в будівництві будинків і для виготовлення сільськогосподарських знарядь і меблів.